# Tanarthrus vafer
Tanarthrus vafer is een keversoort uit de familie snoerhalskevers (Anthicidae). De wetenschappelijke naam van de soort is voor het eerst geldig gepubliceerd in 1975 door Chandler.